# L'Or de la vie
Pour plus de détails, voir Fiche technique et Distribution.
L'Or de la vie (Ulee's Gold) est un film américain réalisé par Victor Nuñez, sorti en 1997.

## Synopsis
Apiculteur, Ulee Jacskon élève seul ses petites filles, depuis que son fils est en prison et sa belle-fille en cavale. Il s'est reconstruit une famille. Ce fragile équilibre va être bouleversé quand son fils lui apprend que sa belle-fille vient d'être enlevée par deux anciens de sa bande.

## Fiche technique
- Titre français : L'Or de la vie
- Titre original : Ulee's Gold
- Réalisation : Victor Nuñez
- Scénario : Victor Nuñez
- Musique : Charles Engstrom
- Photographie : Virgil Mirano
- Montage : Victor Nuñez
- Production : Sam Gowan & Peter Saraf
- Sociétés de production : Clinica Estetico & Nunez-Gowan
- Société de distribution : Orion Pictures
- Pays de production :  États-Unis
- Langue : Anglais
- Format : Couleur - Dolby - Dolby SR - 35 mm - 1.66:1
- Genre : Drame
- Durée : 108 minutes

## Distribution
- Peter Fonda (VF : Bernard Tiphaine) : Ulee Jackson
- Patricia Richardson : Connie Hope
- Christine Dunford (en) : Helen Jackson
- Thomas Mills Wood (en) (VF : Maurice Decoster) : Jimmy Jackson
- Jessica Biel (VF : Marjorie Frantz) : Casey Jackson
- Vanessa Zima : Penny Jackson
- Steven Flynn (VF : Bernard Bollet) : Eddie Flowers
- Dewey Weber (en) : Ferris Dooley
- J. Kenneth Campbell (VF : Jean-Luc Kayser) : Le shérif Bill Floyd
- Traber Burns (VF : Richard Leblond) : Chance Barrow
- Ryan Marshall : Charley Myers

 Source et légende : version française (VF) sur RS Doublage et selon le carton du doublage français sur le DVD zone 2.

## Anecdote
- Premier film au cinéma pour Jessica Biel.